# الحجاج (مسلسل)
الحجاج هو مسلسل درامي تاريخي تشويقي وسيرة ذاتية، من إنتاج المركز العربي للإنتاج الإعلامي - الأردن، عام 2003، إنتاج عدنان العوامله، إنتاج تنفيذي طلال العوامله، كتابة جمال أبو حمدان، إخراج محمد عزيزية، بطولة عابد فهد، سوزان نجم الدين، سلمى المصري، فايز قزق، نبيل المشيني، عمار شلق، إياد نصّار، و فتحي الهداوي.
الحجاج شخصية تاريخية تضاربت حولها الآاراء واحتارت في رسم صورتها، لم يترك أثراً في التاريخ العربي الإسلامي فحسب، بل بقي معروفاً عبر الزمن كشخصية غيرت وجه التاريخ في زمانها.

## قصة المسلسل
يعرض المسلسل قصة الشخصية القيادية الإشكالية الحجاج بن يوسف الثقفي، صاحب الشخصية التاريخية المميزة التي أثارت حوله عاصفة من الآراء المتناقضة في فترة من أكثر فترات التاريخ عصفاً بالإحداث. وصف بطاغية العرب والسيف المسلط على مناوئي الدولة المركزية ورجل المهمات الصعبة ورجل الأقدار ومسيّر الفتوح إلى أقاصي الأرض ورجل الدولة الداهية.
شخصية قيادية، إشكالية، تأرجحت سيرته ما بين شدته وقسوته وبطشه بالأعداء ومثيري الفتن، وبين لينه وولائه للخلافة الأموية وطاعته لرأسها. شخصية تضاربت حولها الآراء، واحتارت في رسم صورتها، تركته أثرا في التاريخ العربي الإسلامي، وأبقته حيا عبر الزمن كشخصية غيرت وجه التاريخ في زمنها.

## بطولة
| الممثل          | الشخصية            |
| --------------- | ------------------ |
| عابد فهد        | الحجاج             |
| سوزان نجم الدين | هند بنت المهلب     |
| غسان مسعود      | عبد الله بن الزبير |
| فايز قزق        | عبد الملك بن مروان |

الممثلون الآخرون
| الممثل          | الشخصية                      |
| --------------- | ---------------------------- |
| ناصر عبد الرضا  | شبيب الشيباني                |
| إياد نصار       | طارق بن عمرو                 |
| عمار شلق        | الوليد بن عبد الملك          |
| عاكف نجم        | مالك بن بشير                 |
| وائل نجم        | سفيان بن الأبرد              |
| غزوان الصفدي    | يزيد بن المهلب               |
| رامز عطا الله   | عبد الرحمن بن الأشعث         |
| فتحي الهداوي    | المهلب بن أبي صفرة           |
| صبا مبارك       | غزالة الشيبانية              |
| خضر بيضون       | الرجل الشامي                 |
| فادي صبيح       | سوار                         |
| حسن درويش       |                              |
| مرشد ضرغام      | عروة بن الزبير               |
| يوسف المقبل     | الحارث بن معمر               |
| حابس حسين       | كعب                          |
| منذر رياحنة     | الزبير بن عبد الله بن الزبير |
| أحمد العمري     | محمد بن يوسف الثقفي          |
| محمد الإبراهيمي | خبيب بن عبد الله بن الزبير   |
| محمد المجالي    | حمزة بن عبد الله بن الزبير   |
| إياد الشنطاوي   |                              |

ضيوف العمل
| الممثل              | الشخصية                  |
| ------------------- | ------------------------ |
| رنا الأبيض          | أم البنين بنت عبد العزيز |
| سهيل الجباعي        | مصعب بن الزبير           |
| فايز أبو دان        | روتبيل ملك الهياطلة      |
| عبد الكريم القواسمي | عبد الله بن صفوان        |
| هشام هنيدي          | سعيد بن جبير             |
| رياض وردياني        | عبد العزيز بن مروان      |
| زهير حسين           | روح بن زنباع             |
| لارا الصفدي         | رملة بنت الزبير          |
| أكرم الحلبي         | خالد بن يزيد بن معاوية   |
| ياسر المصري         | خالد بن عبد الله         |
| ناهد الحلبي         | عاتكة بنت يزيد           |
| صلاح الحوراني       | محمود                    |
| علي عليان           | من جنود دمشق             |
| رافي وهبي           | سليمان بن عبد الملك      |
| وائل شرف            | عمر بن عبد العزيز        |
| إبراهيم أبو الخير   |                          |
| جواد الشكرجي        | عوف                      |
| محمد الحريري        | بشر بن مروان             |
| توفيق نجم           |                          |
| جيني أسبر           | رباب                     |
| علي عبد العزيز      |                          |
| عمر قفاف            |                          |
| عبد الكامل الخلايلة |                          |
| مازن قسيمة          |                          |
| شعبان حميد          | العراف                   |
| تحسين خوالدة        | صالح                     |

ضيوف الشرف
| الممثل       | الشخصية           |
| ------------ | ----------------- |
| سلمى المصري  | سكينة بنت الحسين  |
| جهاد سعد     | قطري بن الفجاءة   |
| نادرة عمران  | أسماء بنت أبي بكر |
| نبيل المشيني | يوسف الثقفي       |